# Афро-сюрреалізм
Афросюрреалізм (також Afro-surrealism, AfroSurrealism) — це мистецький та літературний напрям, що поєднує елементи сюрреалізму з афроцентричним світоглядом та історичним досвідом. Термін уперше застосував у 1974 році Амірі Барака, описуючи творчість Генрі Дюма. У 2009 році Д. Скотт Міллер сформулював «Афросюрреалістичний маніфест», у якому визначив основні принципи цього напряму. За словами Міллера: «Афросюрреалізм визнає, що всі „інші“, які творять, спираючись на власний досвід, є сюрреалістами». Маніфест відмежовує афросюрреалізм від класичного сюрреалізму та афрофутуризму, визначаючи десять його ключових принципів. Серед них — ідея, що «афросюрреалісти відновлюють культ минулого» та що «афросюрреалізм виходить із того, що поза видимим світом існує невидимий, який прагне проявитися, і нашим завданням є його розкриття».

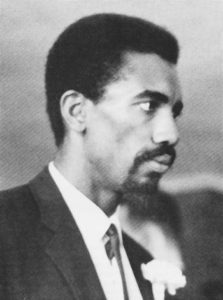
Генрі Дюма

Афросюрреалізм знаходить своє вираження в музиці, фотографії, кінематографі, візуальному мистецтві та поезії. Серед визначних представників і натхненників цього напряму — Тед Джоанс, Боб Кауфман, Крістa Франклін, Еме Сезар, Сюзанн Сезар, Леопольд Седар Сенгор, Рене Меніль, Kool Keith, Терренс Ненс, Вілл Александер, Кара Вокер, Семюел Р. Делані та Ромаре Бірден.

## Вплив
У травні 2009 року Д. Скотт Міллер опублікував «Афросюрреалістичний маніфест» у виданні The San Francisco Bay Guardian. До цього часу термін «афросюрреалістичний експресіонізм» використовувався виключно Амірі Баракою для опису творчості Генрі Дюми. Пізніше того ж року Міллер обговорив із Баракою можливість скорочення цього поняття, і вони дійшли згоди, що термін «афросюрреалізм» без додавання «експресіонізму» дозволить розширити його значення та застосування.
Хоча афросюрреалізм має певні спільні витоки із сюрреалізмом 1920-х років, його зв’язок із європейським напрямом є непрямим. Одним із впливових елементів афросюрреалізму стала Негритюд (Négritude) — культурно-політичний рух, який виник після того, як Андре Бретон опублікував «Маніфест сюрреалізму». Однак, як зазначав Леопольд Седар Сенгор у маніфесті Міллера: «Європейський сюрреалізм є емпіричним. Африканський сюрреалізм — містичний і метафоричний».

Афросюрреалізм має глибокий зв’язок з історією, досвідом та естетикою чорної культури, особливо в контексті впливу західної цивілізації. Британсько-нігерійська письменниця Іренозен Окойє так описує цей жанр:
Афросюрреалізм, поєднуючи химерне з поняттями чорної ідентичності та сили, відкриває ширші можливості для дослідження чорношкірого досвіду. Якщо чорність стискається або здається обмеженою під гнітючою, часто приховано руйнівною вагою західних систем утиску, зокрема структурного расизму, то надзвичайне дає простір для створення нових реальностей і абсурдистських бачень, які переосмислюють чорність як естетичне явище.
Афросюрреалізм безпосередньо черпає натхнення з Гарлемського Ренесансу, руху Негритюд та концепції Чорної Радикальної Уяви, яку Робін Д. Г. Келлі описав у своїй книзі «Мрії свободи: Чорна радикальна уява» (2002). У 2009 році Келлі також упорядкував афросюрреалістичну антологію «Чорне, коричневе та бежеве: Сюрреалістичні твори з Африки та діаспори», яка поглибила історичне розуміння цього напряму.
Коріння афросюрреалізму можна знайти ще у 1940-х роках у творах мартиніканської письменниці та філософині Сюзанн Сезар, яка досліджувала «революційний імпульс сюрреалізму». Сезар, відома своїм партнерством з Еме Сезаром, відіграла ключову роль у формуванні афросюрреалістичної естетики. Вона відстоювала концепцію «Чудесного» (The Marvelous) на противагу «мизераблізму» (традиційному мистецтву протесту), що надихнуло сюрреалістичну групу Tropiques і зокрема Рене Меніля. У своєму тексті «Вступ до Чудесного» (1930-ті) Меніль писав:
Справжнє завдання людства полягає в тому, щоб впроваджувати чудесне у реальне життя, аби воно ставало всеосяжнішим. Доки міфічна уява не зможе подолати нудну посередність, людське існування залишатиметься марним, безцільним очікуванням, яке просто «вбиває час».
Сюзанн Сезар закликала «бути в постійній готовності до Чудесного», що стало своєрідним кредо руху. Надалі поняття «чудесного» переосмислювалося в контексті сучасного чорного мистецтва та культурних інтервенцій.

У 1956 році гаїтянський письменник Жак Стівен Алексіс у своєму есе для Présence Africaine писав:
Що ж таке Чудесне, як не образність, у яку народ загортає свій досвід, відображає своє бачення світу та життя, свою віру, надію, впевненість у людині, у вищій справедливості, і пояснення, яке він знаходить для сил, що перешкоджають прогресу?

Алексіс відзначався гострим відчуттям реальності, подібним до традиційного сюрреалізму, а його термін «чудесний реалізм» (Marvelous Realism) демонструє вплив Негритюду та Чорношкірого Сюрреалістичного Руху.

## Розвиток
Термін «афросюрреалістичний експресіонізм» уперше ввів Амірі Барака у своєму есе 1974 року, присвяченому авангардному письменнику Генрі Дюмі, одному з представників Руху Чорного Мистецтва. Барака відзначає здатність Дюм писати про давні містичні явища так, що вони залишаються актуальними для сучасності. Порівнюючи його стиль із «дикими, емоційними просторами» Тоні Моррісон, він зазнача
Обидва використовують надзвичайно поетичні описи — мову витонченої метафоричної елегантності, поєднану з точністю наративуОднак, за словами Бараки, ця мова не лише прикрашає текст, а й передає його зміст:Світ «Ковчега кісток» (Ark of Bones), наприклад, пронизаний чорношкірою міфологічною лірикою — дивною, але етнічно впізнаваною! Африка, південь США, чорне життя та звичаї виступають одночасно мотивом, настроєм, світлом, ритмом і прихованою історією.
Таким чином, попри свою «міфологічну витонченість і глибоку значущість», Дюма залишався частиною хвилі афроамериканських письменників, що очолювали Рух Чорного Мистецтва 1960-х років. Саме через свою химерність і викривлення реальності його творчість несе в собі глибоку політичну правду:
Його розірваний стиль, що майже наближається до абстракції, є відображенням змін і переходу.

### Майбутнє-минуле
На відміну від афрофутуризму, який спекулює на можливостях майбутнього, афросюрреалізм, за визначенням Міллера, зосереджується на теперішньому моменті. Він пояснює:
Замість того щоб передбачати прихід Чотирьох вершників, афросюрреалісти усвідомлюють, що вони проскакали тут надто давно. Через афросюрреалізм митці розкривають цю форму майбутнього-минулого, яка існує прямо зараз.

### Повсякденний досвід
Террі Френсіс описує афросюрреалізм як мистецтво, що має «шкіру», де сама текстура об’єкта розповідає його історію — про те, як він пережив поховання в підсвідомості та як загадково виплив на поверхню з океанів забутих спогадів і втрачених реліквій.
Ця фотографія втілює афросюрреалізм як блюзовий, химерний і моторошний феномен.
Іренозен Окойє наголошує на гнучкості жанру та його здатності відображати повноту життя:
Якщо ми прагнемо охопити всі виміри цього руху, його симбіотичний потенціал через афросюрреалістичну оптику, то має бути місце для чорної радості, чорної майстерності, чорної посередності, простір для помилок і зростання. Автономія визначати наші історії, діяти в межах і поза межами існуючих структур повинна належати нам. Розповідання історій — це влада. Це культурна валюта. Еластичність афросюрреалізму дає змогу досліджувати кожен аспект чорної ідентичності.

### Сучасний реалізм
У маніфесті, на якому ґрунтується сучасний афросюрреалізм, письменник Д. Скот Міллер дає відповідь афрофутуризму:
Афрофутуризм — це інтелектуальний і мистецький рух діаспори, що звертається до науки, технологій та наукової фантастики, щоб уявити чорні можливості в майбутньому. Афросюрреалізм — це про сьогодення. Немає потреби у спекуляціях щодо майбутнього мовою завтрашнього дня. Концентраційні табори, зруйновані міста, голод і примусова стерилізація вже відбулися. Для афросюрреаліста електрошокери вже тут. Чотири вершники проскакали так давно, що про них уже майже не пам’ятають. Що таке майбутнє? Майбутнє існує так довго, що вже стало минулим.
З розширенням впливу «Афросюрреалістичного маніфесту» та афрофутуризму в мистецьких, комерційних і наукових колах з’явилися нові виклики для обох рухів. Афрофутуристи відповіли на них, інтегруючи афроцентричні елементи у свою концепцію, прагнучи переорієнтувати афрофутуризм на Африку та підкреслити його специфіку. Афросюрреалісти ж акцен'тують увагу на «тут і зараз» сучасного чорного мистецтва та соціальних реалій у країнах Америки, Антильських островах і за їхніми межами, досліджуючи тонкі «аромати» цих проявів.

## Приклади афросюрреалістичних робіт

### "Кохана", Тоні Моррісон
Роман Тоні Моррісон «Кохана» (Beloved) є визначним твором афросюрреалізму. У ньому авторка створює історію про жінку, яка пережила рабство та оплакує смерть своєї доньки. Незбагненним чином Кохана — донька, яка не має жодного сліду минулого — з’являється на порозі будинку своєї матері, спантеличена й у пошуках материнської любові. Ця подія стає відправною точкою для моторошної оповіді про спроби жінки осмислити раптове повернення дитини та глибокі шрами, залишені рабством.
У «Коханій» Моррісон досліджує спадщину рабства, заперечуючи уявлення, що воно належить виключно минулому. У вже знаковому епіграфі «Шістдесят мільйонів і більше» письменниця підкреслює неможливість точно підрахувати всіх, хто постраждав від рабства, і натякає, що його наслідки лише продовжують зростати у сучасності. У своєму відзначеному численними нагородами романі Моррісон доводить, що минуле ніколи не зникає, а натомість залишається частиною сьогодення.

### "Zong!", М. Нурбесе Філіп і Сетаей Адаму Боатенг
У Zong! М. Нурбесе Філіп створює контр-наратив навколо подій масового вбивства рабів на кораблі Zong. Використовуючи слова з юридичного рішення у справі, Філіп відкидає традиційне сприйняття архівного минулого. Натомість вона звертається до сучасності, щоб переосмислити цей історичний документ і зрозуміти його значення.
Подібно до Моррісон у «Коханій», Філіп виходить із припущення, що минуле не є чимось завершеним — воно продовжує існувати, переслідуючи теперішнє. Проте замість впорядковування фрагментів історії вона дозволяє їм говорити самостійно. Це не означає, що Філіп надає цим уламкам голос, а радше — створює для них простір. Порожнеча та паузи в поемі дозволяють читачеві почути тишу зниклих голосів, усвідомити відсутні наративи минулого та їхній вплив на сучасність.

### "Атланта", Дональд Гловер
Атланта — це американський комедійно-драматичний серіал, створений Дональдом Гловером, прем'єра якого відбулася 6 вересня 2016 року на каналі FX. Сюжет зосереджується навколо життя колишнього студента та музичного менеджера Ернеста «Ерна» Маркса (у виконанні Гловера) та репера Пейпер Боя (Браян Тайрі Генрі), які намагаються знайти своє місце у дивній, майже сюрреалістичній версії реп-сцени Атланти.
Серіал досліджує теми расизму, білизни як соціального конструкту, екзистенціалізму та сучасної афроамериканської культури через призму афросюрреалізму. Крім Гловера та Генрі, у головних ролях також знялися Лейкіт Стенфілд і Зазі Бітц.

### "Вибачте за турботу", Бутс Райлі

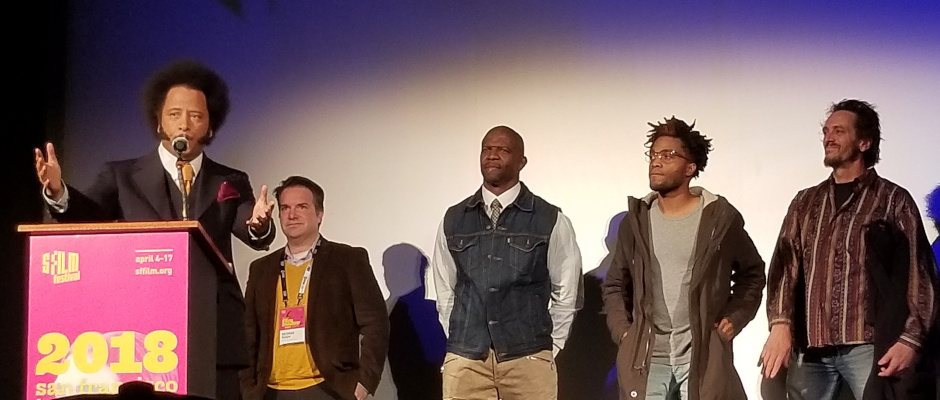
Бутс Райлі презентує Sorry to Bother You у театрі Кастро в Сан-Франциско, Каліфорнія, США

Sorry to Bother You — американський сюрреалістичний фільм 2018 року в жанрі міського фентезі, наукової фантастики та чорної комедії, написаний і знятий Бутсом Райлі у його режисерському дебюті.
У головних ролях — Лейкіт Стенфілд, Тесса Томпсон,Террі Крюс, Паттон Освальт, Девід Кросс, Денні Гловер, Стівен Йон і Армі Гаммер.
Фільм розповідає про молодого темношкірого оператора кол-центру, який використовує «білий акцент», щоб досягти успіху в роботі. Однак, потрапивши у корпоративну змову, він змушений зробити вибір між кар’єрним зростанням і приєднанням до своїх друзів-активістів у боротьбі за права працівників.

### "Випадкові акти польоту", Теренс Ненс
Random Acts of Flyness (2018 – дотепер) — це експериментальне пізньовечірнє скетч-шоу, створене американським митцем і режисером Терренсом Нансом для HBO. Серіал поєднує елементи сюрреалізму, документалістики, анімації, музичних виступів і художнього кіно, щоб дослідити сучасний афроамериканський досвід.
Кожен епізод побудований у вигляді фрагментарного наративу, який балансує між реальністю та фантазією, змішуючи сатиру, магічний реалізм і соціальну критику. Random Acts of Flyness охоплює широкий спектр тем, зокрема системний расизм, психічне здоров’я, політичне насильство, кохання, духовність і технології, показуючи їх через призму афросюрреалізму.
Шоу отримало високу оцінку критиків за свою інноваційну форму та унікальний стиль оповіді, а також було відзначене за здатність кидати виклик традиційним телевізійним форматам і переосмислювати роль мистецтва в розмові про расову ідентичність.

### "Lemonade",Бейонсе Ноулз-Картер
Альбом Lemonade Бейонсе, відзначений численними нагородами, використовує характерні символи, наративи та візуальні образи, що походять із культури темношкірих американців, щоб передати соціально-історичний досвід темношкірих жінок у США.
Протягом альбому різкі переходи між музичними жанрами підкреслюють мінливість суспільного сприйняття жінок африканської діаспори. Використання код-мішання (code-switching) і колоквіалізмів у текстах Бейонсе слугує способом ілюструвати політику респектабельності — ключовий аспект расової соціалізації, який змушує темношкірих жінок відповідати жорстким суспільним нормам.
Lemonade також став предметом аналізу в академічному середовищі та популярній культурі, оскільки допомагає осмислити багатовіковий досвід темношкірих американських жінок та явище місогіноару (поєднання расизму та мізогінії, спрямоване проти темношкірих жінок). Альбом часто розглядають як маніфест особистої та колективної боротьби, що переосмислює історію ідентичності та опору через афросюрреалістичну призму.

### "Гаррієт", Касі Леммонс

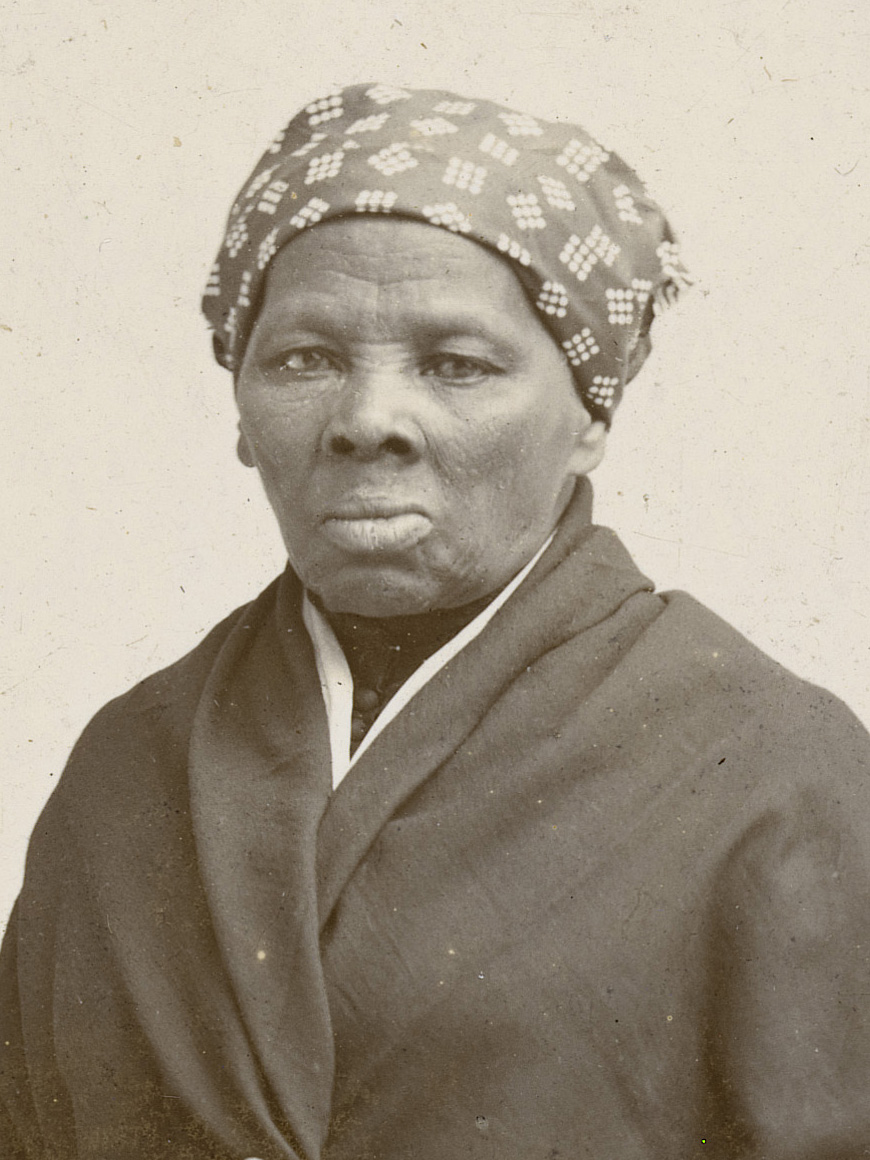
Чорно-біле фото справжньої Гарріет Табмен

Касі Леммонс — афроамериканська режисерка та сценаристка, яка очолила створення фільму Harriet (2019), що розповідає про життя історичної постаті Гаррієт Табмен.
У цій голлівудській інтерпретації Табмен переживає містичні видіння, які допомагають їй під час втечі з рабства, у визволенні інших поневолених людей через Підпільну залізницю та в розробці військових стратегій як лідерки урядового військового рейду. Ці «божественні видіння» є переосмисленням реальної схильності Табмен до нападів та втрати свідомості, що були наслідком важкої травми голови, отриманої в підлітковому віці.
Перетворення фізичної інвалідності на «надприродний дар» демонструє, як афроамериканська спільнота традиційно використовує релігійні переконання як засіб вирішення проблем, витривалості та надії в умовах інституціоналізованого гноблення, що панувало за часів рабства у США.